# Ususău (gmina)
Ususău – gmina w Rumunii, w okręgu Arad. Obejmuje miejscowości Bruznic, Dorgoș, Pătârș, Ususău i Zăbalț. W 2011 roku liczyła 1392 mieszkańców.